# 4582 Hank
4582 Hank è un asteroide della fascia principale. Scoperto nel 1989, presenta un'orbita caratterizzata da un semiasse maggiore pari a 2,6758252 UA e da un'eccentricità di 0,1488627, inclinata di 12,49796° rispetto all'eclittica.